# 光背翼條鰍
光背翼條鰍（學名：Pteronemacheilus lucidorsum），為輻鰭魚綱鯉形目條鰍科翼條鰍屬的其中一種。分布於亞洲緬甸Nam Paw淡水流域，體長可達5.3公分，棲息在岩石底質、流動快速的河川底層水域，生活習性不明。

## 扩展阅读
維基物種上的相關：光背翼條鰍